# Liste der Denkmäler des Deutsch-Französischen Krieges im Main-Tauber-Kreis
Diese Liste gibt einen Überblick über Gedenkstätten im Main-Tauber-Kreis, die sich schwerpunktmäßig der Geschichte des Deutsch-Französischen Krieges von 1870/71 widmen.

## Liste
| Bild | Stadt/Gemeinde     | Ort                | Lage                                                        | Beschreibung |
| --- | ------------------ | ------------------ | ----------------------------------------------------------- | --- |
| Weitere Bilder | Ahorn              | Eubigheim          | Neben dem unteren Schloss 49° 30′ 2″ N, 9° 32′ 22″ O        | Das Denkmal ist eine Darstellung der Germania auf rechteckigem Sockel. |
| Weitere Bilder | Bad Mergentheim    | Dainbach           | neben der Kirche 49° 29′ 48″ N, 9° 42′ 55″ O                | Das Kriegerdenkmal aus rotem Sandstein zeigt einen Fahnenträger auf rechteckigem Sockel.                                                                                       |
| Weitere Bilder | Bad Mergentheim    | Löffelstelzen      | an der Kirche 49° 30′ 27″ N, 9° 47′ 15″ O                   | Das Kriegerdenkmal befindet sich an der Kirche Zur Heiligsten Dreifaltigkeit. Es erinnert an zwei im Deutsch-Französischen-Krieg Gefallene.                                    |
| Weitere Bilder | Boxberg            | Boxberg            | am alten Rathaus 49° 28′ 49″ N, 9° 38′ 25″ O                | Kriegerdenkmal in Boxberg, für die Gefallenen und Vermissten des Deutsch-Französischen Krieges an der Front des ehemaligen Rathauses.                                          |
| Weitere Bilder | Boxberg            | Oberschüpf         | Wehrstraße/Zweilweg 49° 31′ 23″ N, 9° 40′ 41″ O             | Das Kriegerdenkmal aus rotem Sandstein ist ein Obelisk auf rechteckigem Sockel.                                                                                                |
| Weitere Bilder | Boxberg            | Schweigern         | auf dem Friedhof 49° 29′ 19″ N, 9° 40′ 6″ O                 | Kriegerdenkmal in Schweigern, für die Gefallenen und Vermissten des Deutsch-Französischen Krieges.                                                                             |
| Weitere Bilder | Boxberg            | Unterschüpf        | Mühlbergstraße 49° 30′ 57″ N, 9° 41′ 33″ O                  | Das Kriegerdenkmal aus rotem Sandstein ist ein Obelisk auf rechteckigem Sockel, gekrönt durch einen Adler.                                                                     |
| Bild gesucht Die Wikipedia wünscht sich an dieser Stelle ein Bild vom Ort mit diesen Koordinaten 49.474001 10.096945 . Motiv: Kriegerdenkmal Freudenbach (Creglingen) Falls du dabei helfen möchtest, erklärt die Anleitung , wie das geht. BW | Creglingen         | Freudenbach        | Neben der Kirche 49° 28′ 26″ N, 10° 5′ 49″ O                | Steinkreuz mit Inschrift von einem kleinen Metallzaun umgeben. |
| Weitere Bilder | Creglingen         | Freudenbach        | Nördlich des Ortes 49° 28′ 38″ N, 10° 5′ 59″ O              | Friedenseiche, 1872 gepflanzt. Als Naturdenkmal geschützt, siehe Liste der Naturdenkmale in Creglingen.                                                                        |
| Weitere Bilder | Freudenberg        | Freudenberg        | Hauptstraße/Lindtalstraße 49° 44′ 48″ N, 9° 19′ 36″ O       | Hohes halbrundes Sandsteindenkmal, im Inneren trauernde Figur mit Stahlhelm.                                                                                                   |
| Weitere Bilder | Großrinderfeld     | Gerchsheim         | An der Kirchenmauer 49° 42′ 23″ N, 9° 47′ 3″ O              | Roter Sandsteinobelisk auf rechteckigem Sockel. |
| Weitere Bilder | Großrinderfeld     | Großrinderfeld     | Marktplatz 49° 39′ 57″ N, 9° 43′ 59″ O                      | Roter Sandsteinobelisk auf rechteckigem Sockel. |
| Weitere Bilder | Königheim          | Brehmen            | Ahornstraße gegenüber der Kirche 49° 34′ 3″ N, 9° 33′ 16″ O | Roter Sandsteinobelisk auf rechteckigem Sockel. |
| Weitere Bilder | Königheim          | Königheim          | Hardheimer Straße am Brehmbach 49° 37′ 3″ N, 9° 35′ 22″ O   | Roter Sandsteinobelisk auf rechteckigem Sockel. Darauf eine Büste von Großherzog Friedrich I. von Baden.                                                                       |
| Weitere Bilder | Külsheim           | Eiersheim          | Gamburger Straße 49° 39′ 38″ N, 9° 35′ 13″ O                | Das Kriegerdenkmal aus rotem Sandstein ist ein hoher Obelisk auf rechteckigem Sockel.                                                                                          |
| Weitere Bilder | Külsheim           | Külsheim           | am alten Rathaus 49° 40′ 12″ N, 9° 31′ 18″ O                | Gedenktafel am alten Rathaus |
| Weitere Bilder | Külsheim           | Uissigheim         | am Friedhof 49° 40′ 39″ N, 9° 34′ 28″ O                     | Das Kriegerdenkmal aus rotem Sandstein zeigt auf dem Sockel ein Medaillon des Großherzog Friedrich I. von Baden. Darüber befindet sich ein Obelisk, gekrönt durch einen Adler. |
| Weitere Bilder | Lauda-Königshofen  | Heckfeld           | neben der Kirche 49° 33′ 4″ N, 9° 38′ 4″ O                  | Das Kriegerdenkmal aus rotem Sandstein ist ein Obelisk auf rechteckigem Sockel, gekrönt durch einen Adler.                                                                     |
| Weitere Bilder | Lauda-Königshofen  | Königshofen        | Eisenbahnstraße 49° 32′ 43″ N, 9° 43′ 33″ O                 | |
| Weitere Bilder | Lauda-Königshofen  | Lauda              | Bergfriedhof an der Trauerhalle 49° 33′ 57″ N, 9° 41′ 49″ O | Sich überlagernde Kreuze, die die jeweiligen Kriege symbolisieren über der Figur eines Sterbenden.                                                                             |
| Weitere Bilder | Lauda-Königshofen  | Oberlauda          | Gamburger Straße 49° 33′ 56″ N, 9° 40′ 46″ O                | Das Kriegerdenkmal aus rotem Sandstein ist ein hoher Obelisk auf rechteckigem Sockel.                                                                                          |
| Weitere Bilder | Lauda-Königshofen  | Sachsenflur        | Brünnleinsweg 49° 31′ 25″ N, 9° 42′ 38″ O                   | Das Kriegerdenkmal aus rotem Sandstein zeigt ein Medaillon des Großherzog Friedrich I. von Baden.                                                                              |
| Weitere Bilder | Lauda-Königshofen  | Sachsenflur        | Außerhalb des Ortes 49° 31′ 30″ N, 9° 42′ 50″ O             | Die Friedenslinde Sachsenflur ist Naturdenkmal, siehe Liste der Naturdenkmale in Lauda-Königshofen.                                                                            |
| Weitere Bilder | Tauberbischofsheim | Dittigheim         | in der Kirche 49° 36′ 36″ N, 9° 40′ 33″ O                   | Zwei Gedenktafeln in der Kirche. |
| Weitere Bilder | Tauberbischofsheim | Hochhausen         | am Bahnhof 49° 39′ 50″ N, 9° 38′ 1″ O                       | Das serielle Kriegerdenkmal aus rotem Sandstein ist ein stumpfer Obelisk auf rechteckigem Sockel.                                                                              |
| Weitere Bilder | Tauberbischofsheim | Impfingen          | Friedhofskapelle 49° 38′ 53″ N, 9° 39′ 45″ O                | Inschriftentafel für die Opfer 1870/71, darunter diejenigen des Ersten Weltkriegs, im Eingangsbereich der Friedhofskapelle                                                     |
| Weitere Bilder | Tauberbischofsheim | Tauberbischofsheim | Viteyallee/Würzburger Straße 49° 37′ 23″ N, 9° 39′ 58″ O    | Auf einem Podest stehender Soldat, der Wache hält. |
| Weitere Bilder | Werbach            | Niklashausen       | Riedgraben 49° 42′ 18″ N, 9° 37′ 10″ O                      | Das Kriegerdenkmal aus rotem Sandstein ist ein Eisernes Kreuz auf bedachtem rechteckigem Sockel. Es wurde 1895 vom lokalen Militärverein gestiftet.                            |
| Weitere Bilder | Werbach            | Wenkheim           | Breite Straße 49° 41′ 57″ N, 9° 42′ 8″ O                    | Das Kriegerdenkmal aus rotem Sandstein ist gekrönt durch eine Kugel. |
| Weitere Bilder | Werbach            | Werbach            | Hauptstraße/Böttigheimer Straße 49° 40′ 15″ N, 9° 38′ 19″ O | Roter Sandsteinobelisk auf rechteckigem Sockel |
| Weitere Bilder | Wertheim           | Bettingen          | Friedhof 49° 46′ 20″ N, 9° 33′ 47″ O                        | Tafeln aus rotem Sandstein auf niedriger Mauer. |
| Weitere Bilder | Wertheim           | Dertingen          | auf dem Friedhof 49° 46′ 7″ N, 9° 37′ 14″ O                 | Das Kriegerdenkmal aus rotem Sandstein ist ein angedeuteter Obelisk auf rechteckigem Sockel                                                                                    |
| Bild gesucht Die Wikipedia wünscht sich an dieser Stelle ein Bild vom Ort mit diesen Koordinaten 49.744091 9.606993 . Motiv: Kriegerdenkmal Dietenhan Falls du dabei helfen möchtest, erklärt die Anleitung , wie das geht. BW                 | Wertheim           | Dietenhan          | Friedhof 49° 44′ 39″ N, 9° 36′ 25″ O                        | In einer Sandstein verkleidenden Wand ist eine Gedenkplatte eingesetzt. |
| Weitere Bilder | Wertheim           | Eichel             | Kirchgasse 49° 45′ 56″ N, 9° 32′ 37″ O                      | Obelisk aus rotem Sandstein auf rechteckigem Sockel. |
| Weitere Bilder | Wertheim           | Lindelbach         | neben der Kirche 49° 45′ 27″ N, 9° 35′ 4″ O                 | Das serielle Kriegerdenkmal aus rotem Sandstein ist ein Obelisk auf rechteckigem Sockel.                                                                                       |
| Weitere Bilder | Wertheim           | Nassig             | Miltenberger Straße 49° 44′ 6″ N, 9° 26′ 59″ O              | Auf einem Sandsteinsockel befindet sich eine Figur von Wilhelm I. |
| Weitere Bilder | Wertheim           | Sachsenhausen      | Teilbachstraße 49° 43′ 52″ N, 9° 29′ 35″ O                  | Roter Sandsteinobelisk auf rechteckigem Sockel. |
| Weitere Bilder | Wertheim           | Wertheim           | auf dem Bergfriedhof 49° 45′ 33″ N, 9° 30′ 43″ O            | Das serielle Kriegerdenkmal aus rotem Sandstein ist ein stumpfer Obelisk auf rechteckigem Sockel.                                                                              |
| Bild gesucht Die Wikipedia wünscht sich an dieser Stelle ein Bild vom Ort mit diesen Koordinaten 49.77661 9.507303 . Motiv: Friedenslinde Wertheim Falls du dabei helfen möchtest, erklärt die Anleitung , wie das geht. BW                    | Wertheim           | Wertheim           | Außerhalb des Ortes 49° 46′ 36″ N, 9° 30′ 26″ O             | Die Friedenslinde Wertheim ist Naturdenkmal, siehe Liste der Naturdenkmale in Wertheim.                                                                                        |
| Weitere Bilder | Wittighausen       | Oberwittighausen   | An der Kirche St. Ägidius 49° 37′ 34″ N, 9° 51′ 5″ O        | Namenstafel für die beiden Verstorbenen 1870/71 am Kriegerdenkmal |